# 東京都立石神井高等学校
東京都立石神井高等学校（とうきょうとりつ しゃくじいこうとうがっこう）は、東京都練馬区関町北に所在する東京都立高等学校。

## 概要
1940年（昭和15年）創立の東京府立第十四中学校を前身とする。「スポーツの石神井」と称されるほどスポーツの盛んな高校として知られ、体育祭は同校の最大行事として校外からも多くの見学者が訪れる。部活動はサッカー部が特に盛ん。2010年（平成22年）より重点支援校に指定され、大学受験指導の強化などの校内改革がおこなわれている。2011年（平成23年）度より国公立大・難関私大を目指した特進クラスが設置された。

## 沿革
- 1940年（昭和15年） - 東京府立第十四中学校として設置認可される。赤坂区青山北町5丁目（東京府青山師範学校跡、現在の青山北町アパート所在地）。仮事務所を府立5中に置く。
- 1941年（昭和16年） - 東京府立石神井中学校と改称する。
- 1942年（昭和17年）6月8日 - 現在地の新校舎に移転。
- 1943年（昭和18年） - 東京都立石神井中学校と改称する（都制施行のため）。
- 1943年（昭和18年）11月11日 - 同校開校記念日に設定。
- 1948年（昭和23年） - 学制改革により、東京都立石神井新制高等学校となる。
- 1950年（昭和25年） - 東京都立石神井高等学校と改称。
- 1952年（昭和27年） - 学区合同選抜制度導入。
- 1962年（昭和37年）6月8日 - 校舎増改築起工。
- 1963年（昭和38年）2月7日 - 木造二階建の中央校舎から出火し中央校舎を全焼し、北側校舎も一部が焼けた[1]。
- 1967年（昭和42年） - 都立高校への学校群制度の実施により井草高・大泉高とともに第34群に編成される。
- 1982年（昭和57年） - 学校群制度廃止・グループ選抜制度実施により、32グループ（練馬区所在の都立高校）に編成される。
- 1984年（昭和59年）11月5日 - 校舎改修工事完了。
- 1990年（平成2年）7月30日 - グラウンドの遺跡調査開始（川北遺跡）。
- 1992年（平成4年）3月31日 - 体育施設、PC、LL教室完成。
- 1992年（平成4年）11月7日 - 創立50周年記念式典挙行。
- 1994年（平成6年）4月 - 単独選抜、新教育課程、家庭科男女共修開始。
- 1995年（平成7年）1月 - 推薦入学制度開始。
- 2005年（平成17年） - 校舎解体。新校舎建設。
- 2007年（平成19年）11月24日 - 新校舎完成。3学期より使用開始。
- 2010年（平成22年）3月31日 - 定時制課程を稔ヶ丘高等学校へ統合し閉課。

## 教育課程
- 全日制課程
  - 普通科

※ 定時制は2007年（平成19年）度から募集停止、補欠募集のみとなる。（東京都立稔ヶ丘高等学校へ統合）　2010年（平成22年）3月に閉課。

## 交通
出典 : 
電車
- 西武新宿線武蔵関駅 徒歩7分

バス
| 運行事業者 | 乗車駅   | 系統                         | 下車停留所                |
| ---------- | -------- | ---------------------------- | ------------------------- |
| 関東バス   | 三鷹駅   | 鷹02                         | 「武蔵関駅」、徒歩7分     |
| 関東バス   | 荻窪駅   | 荻32                         | 「武蔵関駅」、徒歩7分     |
| 西武バス   | 吉祥寺駅 | 吉61/吉61-1/吉62/吉62-1/吉66 | 「関町北四丁目」、徒歩6分 |

## 体育祭
- 毎年多くの来場者を迎えることで知られる。生徒運営の緻密さと豪壮さとは、1974年（昭和49年）・1980年（昭和55年）にNHKでテレビ放映されており、1989年にNHK教育テレビの高校生向けドキュメンタリー番組「青春すくらんぶる」でも取り上げられた。「体育祭を経験して、初めての石神井生となる」と言われる。

## 同窓会
- 都立石神井高等学校同窓会

## 著名な出身者

#### 学問・科学技術
- 古在由秀（天文学者）
- 阿部謹也（一橋大学名誉教授・元学長、歴史学者）
- 海老沢敏（音楽学者、モーツァルト研究の第一人者、国立音楽大学元学長）
- 小塩節（ドイツ文学者、フェリス女学院長・同理事長兼任、ケルン大学名誉文学博士、中央大学名誉教授、元NHK「ドイツ語講座」講師）
- 森野宗明（日本古典文学者、筑波大学名誉教授、元旺文社大学受験ラジオ講座古文講師）
- 西沢和彦（エコノミスト、日本総合研究所主席研究員）
- 菊地幸夫（弁護士、「行列のできる法律相談所」など出演）

#### 文化・芸能
- 石川英輔（作家、江戸風俗解説者としてNHK「コメディーお江戸でござる」「コメディー道中でござる」に出演）
- 吉井澄雄（舞台照明家）
- 保田道世（アニメーション色彩設計）
- 宮川総一郎（漫画家・実業家）
- ルーク篁（ギタリスト、聖飢魔II 構成員）
- 鈴木英史（作曲家）
- 八十川真由野（女優、声優）
- 井川遥（女優）
- 白鳥マイカ（ミュージシャン）
- 本橋由香（女優）
- 田宮堅二（トランペット奏者、父は小説家の田宮虎彦）
- わたなべるんるん（お笑いタレント）
- D.O（練マザファッカー）
- 鍜治真起（パズル作家）
- 明石一（声優）[3]

#### 放送・マスコミ
- 道谷眞平（NHKアナウンサー）
- 鈴木美佳（フリーアナウンサー、女優）

#### スポーツ
- 高田静夫（サッカー審判員、日本人初のW杯主審）
- 柴田峡（サッカー指導者、ヴェルディユース監督時代の2005年（平成17年）にクラブユース選手権と全日本ユース選手権の2冠）
- 生地慶充（サッカー選手）
- 上田滋夢（サッカー指導者）
- 佐々木大輔（プロレスラー）
- 下井真介（ラグビー日本協会公認トップレフリー・日本選手権決勝レフリー）
- 川尻竜太郎（ラグビー日本協会公認トップレフリー）
- 安尾琴乃（ラグビー女子日本代表選手）
- バティヴァカロロアテザ優海（ラグビー女子7人制日本代表選手）

#### 役所・企業
- 櫻田謙悟（NKSJホールディングス・損害保険ジャパン社長）
- 秋山和美（国土交通省大臣官房審議官兼内閣官房内閣審議官）